# Chenistonia
Chenistonia là một chi nhện trong họ Nemesiidae.
Chenistonia được miêu tả năm 1901 bởi Hogg.

## Các loài
Chenistonia có các loài sau:
- Chenistonia caeruleomontana (Raven, 1984)
- Chenistonia hickmani (Raven, 1984)
- Chenistonia maculata Hogg, 1901
- Chenistonia montana (Raven, 1984)
- Chenistonia trevallynia Hickman, 1926